# Spahisi (Turcja)

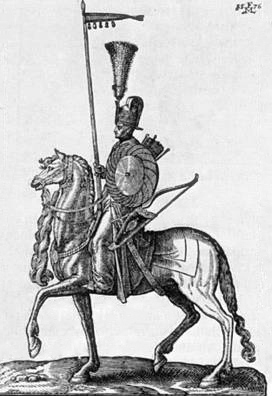
Drzeworyt Melchiora Lorcha, znajdujący się w Bibliothèque Nationale, w Paryżu

Spahisi (tur. Sipahi, per. سپاهی) – zbrojna kawaleria Imperium Osmańskiego od XIV wieku do 1826 roku.

## Timarioci (Tımar sipahileri)

### Geneza
Na terenie Imperium Bizantyjskiego od końca XI wieku działał system polegający na przydzielaniu przez władców bizantyjskich lenn pronoja aby zachęcić żołnierzy do służby. Otrzymane lenna nie były na własność i nadanie to można było odwołać. Uważa się że na zajmowanych terenach przez Osmanów natrafili oni na działanie tego systemu i wzorując się na nim stworzyli własny system. Oba systemy posiadają podobne nazewnictwo:
- określenia lenn - tur. timar i gr. pronoia pronoia oznaczają 'opiekę / dbałość'
- określenia lennika - tur. çift / boyunduruk i gr. zeugarion oznaczają "jarzmo / para (wołów)
- miara działki równa 40 kroków - tur. donum ("obracanie"), gr. stremma ("skręcanie (liny mierniczej")
- określenie na nieprzewidziany podatek nałożony na lennika - tur. bad-i hava ("wiatr w powietrzu"), gr. aër / aërikon ("powietrze")

### Historia
Wiadomo że już w XIV wieku w Imperium Osmańskim istniał system przydzielania jeźdźca do lenna, system ten musiał już istnieć w okresie panowania Murada I. Jeździec otrzymywał z lenna dochód i miał w zamian obowiązek stawiać się wezwany na kampanie wojenne wraz koniem, bronią, zbroją, namiotami oraz jednym lub dwoma uzbrojonymi podkomendnymi (liczba ta zależała od wartości lenna). Od posiadanego lenna zwanego timarem określano ich timariotami. Timarioci od końca XIV wieku do końca XVI wieku stanowili główną (obok janczarów) i najliczniejszą siłę wojsk osmańskich.
Do 1500 roku ustaliła się terminologia systemu lennego. Timary będąc najmniejszymi lennami o wartości do 20 tysięcy akcze rocznie przydzielano jeźdźcom. Większe lenna o wartości do 100 tysięcy akcze rocznie miały nazwę subaszilik, lecz po 1500 częściej używano nazwy zeamet. Zeamety przydzielano oficerom jazdy. Otrzymane lenno nie było było otrzymywane na własność, sułtan w każdej chwili mógł je odebrać i nadać innej osobie, zwłaszcza jeśli jeździec nie stawiał się na wyprawy wojenne. Na terenach środkowej i południowo wschodniej Anatolii, mniej więcej pokrywających się z dawnymi anatolijskimi państwami Seldżuków, timariota otrzymywał świadczenia nałożone na ziemię podczas gdy dziesięcinę od zbiorów zatrzymywał prywatny właściciel. W Rumelii, zachodniej Anatolii, i w innych rejonach Imperium, timariota otrzymywał na utrzymanie także dziesięcinę. Na nowo podbijanych ziemiach bez systemu lennego sułtan wybierał system w którym jeździec otrzymywał także dziesięcinę. Timariota mógł uprawiać kawałek ziemi na własny użytek. Jego obowiązkiem było utrzymywanie porządku w swoim lennie i w przypadku zasądzanych grzywien otrzymywał połowę ich wartości.
Aby móc planować kampanie wojenne potrzebna była wiedza na temat możliwości mobilizacyjnych spahisów. W tym celu prowadzono rejestry lenn, lenników i ich zobowiązań wojskowych (timär-defter). Na ich podstawie odnotowywano osoby które nie stawiały się na służbę wojskową. Rejestry te miały także utrudniać spahisom (zwłaszcza z odległych prowincji) przekształcenie lenna w ziemię prywatną. Co mniej więcej 20 lat sporządzano nowy rejestr. Pierwsze rejestry pochodzą z lat 1431-1432, rozwinięty system księgowania sugeruje że istniały już prawdopodobnie kilkadziesiąt lat.
Wśród timariotów większość stanowili ci którzy odziedziczyli ogólne prawo do lenna po ojcu. Mniejszość stanowiły osoby które wcześniej utrzymywani byli z stałej pensji, czyli żołnierze (janczarzy, jeźdźcy sześciu dywizji), dworzanie, pracownicy pałacu i z domostw paszów. W miejsce syna timarioty mającego prawo dziedziczenie, będącego jeszcze dzieckiem, należało wystawić uzbrojonego mężczyznę na kampanie wojenną. W 1536 roku podwyższono wiek w którym posiadacz timaru miał stawiać się osobiście na służbę wojskową z 10 lat na 16 lat (powodem były znaczne dystanse na których odbywały się kampanie).
Z roku 1525 pochodzi pierwsza wiarygodna informacja dotycząca liczebności jeźdźców która wynosiła 27 818. W europejskich prowincjach stacjonowało 10 618 jeźdźców a w Azji Mniejszej i Syrii 17 200. Biorąc pod uwagę ich podkomendnych na kampanie wojenną łącznie mogło się stawić około 50 000 ludzi (lecz nie wszyscy jednocześnie). Na początku rządów Selima III (sułtan od 1789) zarejstrowanych było 30 tysięcy spahisów, z czego na wezwanie sułtana na służbę stawiło się tylko 2-3 tysiące.
Pod koniec XVIII wieku feudalne oddziały spahisów w praktyce przestały istnieć poprzez przekształcenie się jej członków w pokojową, wiejską klasę opłacającą podatki. Reformatorzy wojskowi zamiast reorganizować timariotów preferowali opodatkowanie timarów w celu opłacenia innych oddziałów wojsk. Część z pozostałych aktywnych spahisów dołączyła do Kapykułów, tworząc nowy, niewielki oddział .

## Kapıkulu Sipahileri
W skład Kapykułów (stałej i regularnej armii sułtana) wchodziło sześć dywizji kawalerii. Jedna z dywizji o nazwie tur. Kapıkulu Sipahileri składała się ze spahisów i była elitarnym oddziałem kawalerii wysokiej rangi wchodząc zarazem w skład osobistej gwardii sułtana. W trakcie bitew stali bezpośrednio przy sułtanie.
Dokładna data założenia tej dywizji nie jest znana, wiadomo że istniała już w trakcie rządów Mehmeda II i liczyła 600 kawalerzystów. Liczebność w 1527 roku wynosiła 1993, w 1567 wynosiła 3331, a w 1607 liczyła 7805 członków. Mimo potrojenia liczebności w XVI wieku liczebność tej dywizji była niewielka w stosunku do timariotów.
Pod koniec XVIII wieku znaczna część regularnych spahisów w wyniku spadku wartości dochodów przez inflację była zmuszona opuszczać baraki i szukać dodatkowej pracy.

## Rozwiązanie oddziałów
Po stłumieniu buntu janczarów w 1826 roku w trakcie wydarzenia znanego jako Pomyślne Wydarzenie, oddziały spahisów zostały rozwiązane.